# Emirates Telecommunications Corporation
Ne doit pas être confondu avec Emirates Integrated Telecommunications Company
Emirates Telecommunications Corporation, dont la marque commerciale est Etisalat (arabe : إتصالات, littéralement « Communications »), est l'opérateur historique de télécommunications aux Émirats arabes unis ; son siège social est situé à Abou Dabi. L'autre opérateur des Émirats arabes unis est Du.

## Histoire
En octobre 2008, Etisalat avait signé 510 accords d'itinérance qui couvraient 186 pays et proposait des communications aux standards 3G et GPRS-Edge.
En novembre 2009, Etisalat est le 13e plus important opérateur de réseau de téléphonie mobile au monde : son nombre de clients dépasse 100 millions. En 2014, c'est le 16e plus important opérateur de réseau de téléphonie mobile au monde.
En 2010, Etisalat est présent dans 18 pays en Asie, au Moyen-Orient et en Afrique.
Le 31 janvier 2010, Etisalat avait un chiffre d'affaires (revenus nets) de 8,4 milliards USD (30,831 milliards AED) et des bénéfices nets de 2,407 milliards USD (8,836 milliards AED).
En 2013, des négociations ont lieu entre Vivendi et Etisalat pour la vente à ce dernier de la participation du groupe français dans le groupe Maroc Telecom. Avec cette acquisition, Etilasat renforce sa présence en Afrique de l'Ouest à travers les filiales de Maroc Telecom : Mauritel en Mauritanie, Sotelma au Mali, Onatel au Burkina Faso, et Gabon Télécom au Gabon. Cette vente est conclue en mai 2014,.
En juillet 2017, Etisalat quitte le Nigéria en cédant les 45% de sa filiale à ses créanciers.
En avril 2019, Etisalat lance eLife, le premier service de cloud gaming en collaboration avec l'entreprise française Gamestream.
En décembre 2020, Etisalat a affirmé avoir la vitesse de téléchargement 5G la plus rapide au monde, soit 9,1 gigabits par seconde, un réseau qu'elle a commencé à déployer à Dubaï depuis 2017.  

## Activité
Etisalat exploite un des hubs internet au Moyen-Orient, offrant un service de connexion aux autres opérateurs de télécommunications dans cette région. C'est aussi un fournisseur d'appels internationaux au Moyen-Orient et en Afrique.
Etisalat maintient des points of presence (PoP) Internet dans différentes villes d'importance, dont New York, Londres, Amsterdam, Francfort, Paris et Singapour.
| Pays                                | Entreprises              | Participation | Activités                                          |
| Moyen Orient                        | Moyen Orient             | Moyen Orient  | Moyen Orient                                       |
| ----------------------------------- | ------------------------ | ------------- | -------------------------------------------------- |
| Émirats arabes unis                 | Etisalat Thuraya         | 100 %         | Mobile, internet, fixe Communication par satellite |
| Arabie saoudite                     | Etihad Etisalat (Mobily) | 28 %          | Mobile et internet                                 |
| Égypte                              | Etisalat Misr            | 66 %          | Mobile et internet                                 |
| Afrique                             |                          |               |                                                    |
| Maroc et Afrique sub-saharienne     | Maroc Telecom Group      | 53 %          | Mobile, fixe et internet                           |
| Algérie                             | Etisalat Algérie         | 100%          | Mobile et internet                                 |
| Tanzanie                            | Zantel                   | 51 %          | Mobile et fixe                                     |
| Soudan                              | Canar                    | 90 %          | fixe                                               |
| Asie                                |                          |               |                                                    |
| Afghanistan                         | Etisalat Afghanistan     | 100 %         | Mobile                                             |
| Pakistan                            | PTCL Ufone               | 23 %          | Mobile, fixe et internet                           |
| Sri Lanka                           | Etisalat Sri Lanka       | 100 %         | Mobile                                             |
| Source: Etisalat Annual Report 2014 |                          |               |                                                    |

### Identité visuelle

Logo avant 2022
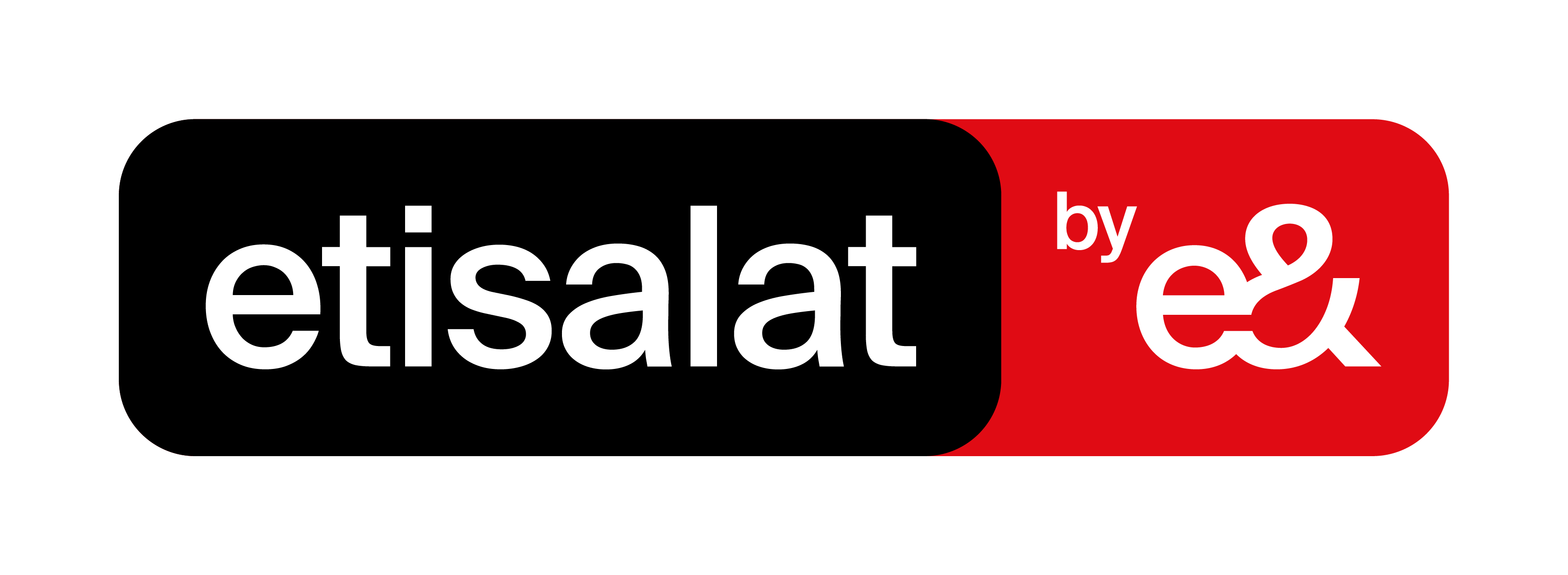
Logo 2022
Logo 2023